# その未来へ
「その未来へ」（そのみらいへ）は、シドの会場限定シングル。2019年3月10日にキューンミュージックから発売された。

## 概要
- ライブ『SID 15th Anniversary GRAND FINAL at 横浜アリーナ』の会場即売所にて会場限定、完全数量限定で販売された。
- 豪華LPサイズジャケット仕様となっている。

## 収録曲
1. その未来へ
  - 作詞：マオ 作曲：御恵明希